# 刘洪来
刘洪来（1960年10月—），浙江富阳人，华东理工大学化学系教授，研究方向为界面科学和热力学，发表论文数百篇，取得授权中国发明专利15项，著有《密度泛函理论》等，中国教育部第六批“长江学者”特聘教授。

## 生平
1982年本科毕业于浙江大学化工系，1992年博士毕业于华东化工学院（今华东理工大学）化学工程专业。后在华东理工大学化学系任教。